# 道の駅スペース・アップルよいち

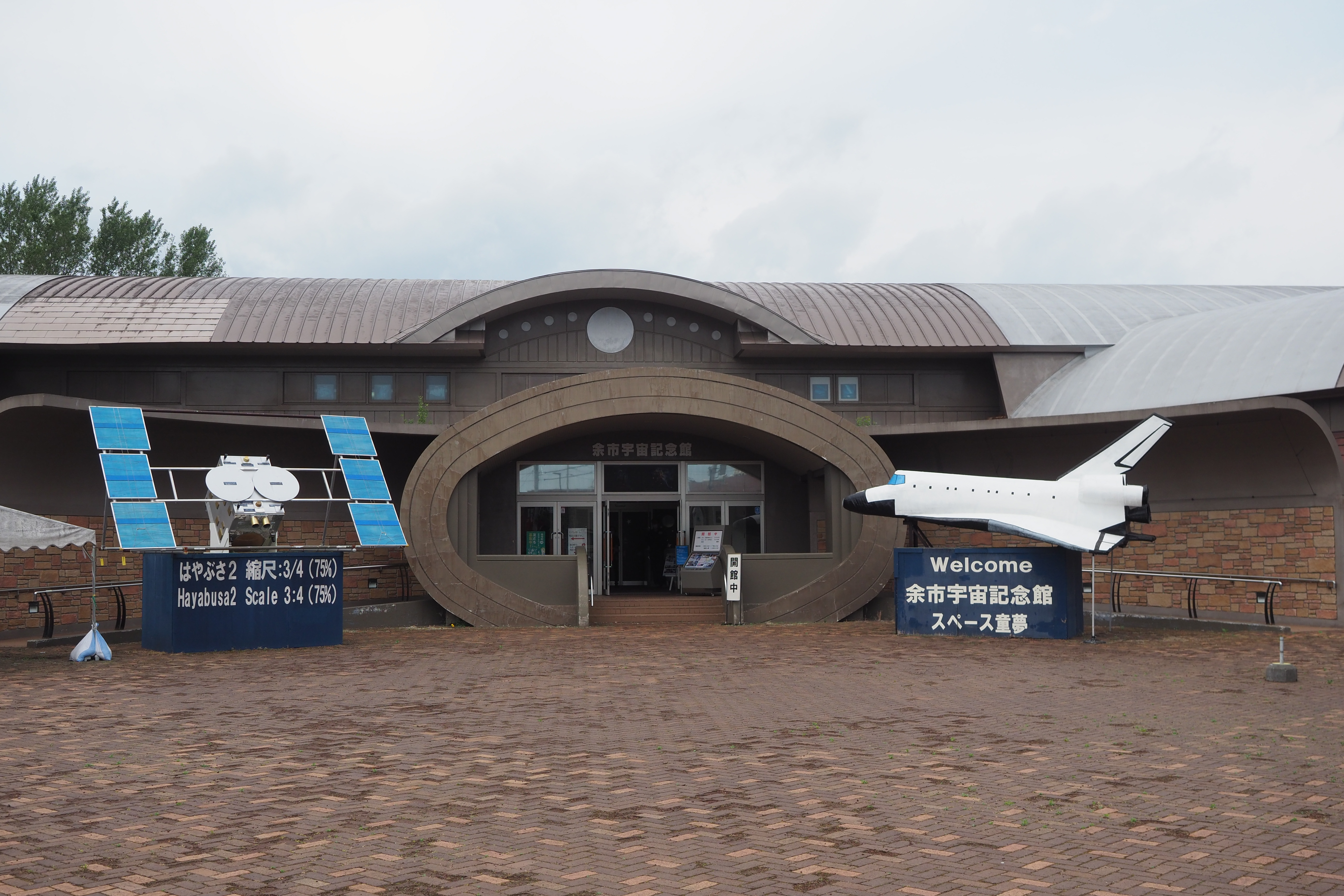
余市宇宙記念館

道の駅スペース・アップルよいち（みちのえき スペース・アップルよいち）は、北海道余市郡余市町にある国道229号の道の駅である。
余市町直営の余市宇宙記念館（通称・スペース童夢）が併設されている。余市宇宙記念館を運営していた第3セクターは、2008年（平成20年）12月で会社清算をすることを取締役会で決議し、施設自体も12月18日に休館した。その後、町営施設として2010年（平成22年）4月に再開（季節営業）された。
道の駅の売店、直売所、テイクアウト等は地元産業団体が管理運営している。
老朽化が進みつつある上、近隣のニッカウヰスキー余市蒸溜所から借りていた第二駐車場用地を工場拡張のため返還し、手狭になったため、余市インターチェンジ付近に2025年開業を目処に新たな道の駅の計画を進めており令和元年度重点候補道の駅 よいち（仮称）として選定されている。その後の当駅の登録については、国土交通省などと協議した上で決定するとしている。なお、計画は一度公募型民間提案制度で選定した民間事業者との協議が不成立になるなど難航している。

## 主な施設
- 駐車場
  - 普通車：103台
  - 大型車：7台
  - 身障者用 : 3台
- トイレ
  - 男：大 2器（2器）、小 3器（3器）
  - 女：9器（4器）
  - 身障者用 : 1器（1器）

※（）内は24時間使用可能
- 公衆電話：1台
- 軽食コーナー
- 余市宇宙記念館「スペース童夢」
  - 9:00 - 17:00（定休日は月曜日（12月から4月までの指定する期間は一般観覧を休止））[1]。
  - 1998年建設、2階建鉄骨造[1]。余市町経済部商工観光課が管理運営[1]。
- 余市宇宙記念館売店「スペース童夢ショップ」
  - 9:00 - 17:00（4月中旬 - 11月30日）、9:00 - 16:30（12月1日 - 4月中旬）[1]。
  - 1998年建設、2階建鉄骨造[1]。余市町経済部商工観光課が管理、余市振興公社が運営[1]。
- 道の駅売店
  - 9:00 - 18:00（4月中旬 - 11月上旬）、9:00 - 16:30（11月上旬 - 4月中旬）[1]。
  - 1998年建設、1階建プレハブ[1]。余市振興公社が管理運営[1]。
- よいち味覚マルシェ
  - 9:00 - 17:00（営業日は5月上旬から10月の金、土、日曜日及び祝日）[1]。
  - 2008年建設、1階建プレハブ[1]。道の駅振興協議会が管理、余市町生産者直売会が運営[1]。

## 休館日
- 毎週月曜日（11月上旬 - 4月下旬）（祝日の場合、翌日）
- 年末年始

## アクセス
直接連絡
- 国道229号

間接連絡
- 国道5号
- 北海道道228号豊丘余市停車場線

## 周辺
- ニッカウヰスキー余市蒸溜所
- JR北海道 函館本線 余市駅